# Ja’akow Ziw
Ja’akow Ziw (hebr. יעקב זיו, ang. Jacob Ziv, ur. 27 listopada 1931 w Tyberiadzie, zm. 25 marca 2023) – izraelski informatyk, współautor wspólnie z Awrahamem Lempelem algorytmu bezstratnej kompresji danych Lempel-Ziv (LZ77 i LZ78).
Prowadził badania naukowe związane z teorią informacji, kompresją danych oraz komunikacją cyfrową.

## Życiorys
Urodził się w Tyberiadzie w ówczesnym Brytyjskim Mandacie Palestyny.
Studiował na Instytucie Technologii Technion w Hajfie, gdzie w 1954 otrzymał tytuł bakałarza (licencjat), w 1955 inżyniera, zaś w 1957 magistra z dziedziny elektroniki. Studia kontynuował w Stanach Zjednoczonych, w Massachusetts Institute of Technology (MIT), gdzie w 1962 obronił pracę doktorską.
W latach 1955–1959 był inżynierem w oddziale naukowym izraelskiego ministerstwa obrony, gdzie zajmował się badaniami i rozwijaniem systemów telekomunikacyjnych. W czasie studiów doktoranckich na MIT pracował w firmie Melpar Inc., w dziale badawczym, zajmując się zagadnieniami związanymi z teorią informacji. Po powrocie z MIT, od 1962 roku, podjął pracę w Technionie na stanowisku adiunkta wydziału elektrycznego, oraz kontynuował pracę dla ministerstwa, pełniąc rolę dyrektora Działu Komunikacji. W latach 1968–1970 pracował w laboratoriach Bella. Od 1970 związał się z uniwersytetem Technion; w latach 1974–1976 był dziekanem wydziału elektrycznego, zaś w okresie od 1978–1982 prorektorem ds. studiów. Trzykrotnie – w latach 1977–1978, 1983–1984 oraz 1991–1992 – prowadził badania w laboratoriach Bell.
W 1982 został wybrany członkiem Izraelskiej Akademii Nauk i ogłoszony distinguished professor uniwersytetu Technion. W latach 1995–2005 przewodniczył Akademii Nauk. W latach 1985–1991 był przewodniczącym narodowego komitetu przyznającego granty naukowe (Israeli Universities Planning and Grants Committee).
Był członkiem wielu organizacji, m.in. Instytutu Inżynierów Elektryków i Elektroników (od 1973), European Academy of Sciences and Art (od 2004), National Academy of Engineering (od 1988), National Academy of Sciences (od 2004), American Academy of Arts & Science (od 1998), American Philosophical Society (od 2003).
Z okazji 65. urodzin w Hajfie odbyły się międzynarodowe warsztaty z teorii informacji, organizowane przez IEEE Information Theory Society.

## Nagrody i wyróżnienia
- Dwukrotnie otrzymał nagrodę za najlepszą pracę w dziedzinie teorii informacji[8]:
  - 1977 – wspólnie z A. Waynerem The Rate-Distortion Function for Source Coding with Side Information at the Decoder (opublikowane w styczniu 1976),
  - 1979 – Wspólnie z A. Lempelem A Universal Algorithm for Sequential Data Compression (opublikowane w maju 1977).
- 1993 – Israel Prize (narodową nagrodę) z nauk ścisłych, w dziedzinie inżynieria i technologia.
- 1995 – uhonorowany medalem Richarda Hamminga za wkład w teorię informacji oraz teorię i praktykę kompresji danych („For contributions to information theory, and the theory and practice of data compression”)[9].
- 1995 – Marconi International Award (nagroda Fundacji Gulilelmo Marconiego)[10].
- 1997 – laureat Nagrody Shannona (Shannon Award)[11].
- 1997 – ACM 1997 Paris Kanellakis Theory and Practice Award[12].
- 1998 – nagroda fundacji Eduarda Rheina za badania podstawowe (Basic Research Award)[13].
- 2002 – Nagroda Rothschilda z inżynierii (technological sciences).
- 2017 – Nagroda EMET, uznawana za izraelskiego Nobla[2].
- 2021 – IEEE Medal of Honor za „fundamentalny wkład do teorii informacji i technologii kompresji danych, oraz za wyróżniające się przywództwo naukowe”[2].